# Probuccinum
Probuccinum là một chi ốc biển, là động vật thân mềm chân bụng sống ở biển trong họ Buccinidae.

## Các loài
Các loài trong chi Probuccinum gồm có:
- Probuccinum angulatum Powell, 1951[2]
- Probuccinum costatum Thiele, 1912[3]
- Probuccinum tenerum (Smith, 1907)[4]